# San Juan de Manapiare
San Juan de Manapiare ist ein Dorf im venezolanischen Bundesstaat Amazonas. Es ist Verwaltungssitz für den Municipio Manapiare.

## Geschichte
In diesem Gebiet wohnten seit früher die Hoti.
San Juan de Manapiare selbst wurde im Jahr 1940 von Melicio Pérez gegründet.